# Ángela Ballester Muñoz
Ángela Ballester Muñoz (Gandía, 15 de junio de 1980) es una política valenciana, diputada al Congreso de los Diputados en la XI y XII legislaturas.

## Biografía
Licenciada en Historia por la Universidad de Valencia y graduada en Relaciones Internacionales e Interculturales por la Universidad Autónoma de Barcelona. También posee un máster en cooperación internacional y asuntos electorales.
Miembro del Consejo Ciudadano Estatal de Podemos, en 2014 fue nombrada secretaria de coordinación ejecutiva del Consejo de Coordinación de Podemos y miembro del Consejo Ciudadano de la Comunidad Valenciana. También fue responsable del Área de Sensibilización y Cooperación y del Área de América Latina de la Fundación Centro de Estudios Políticos y Sociales. En las elecciones generales de 2015 y 2016 fue elegida diputada por la provincia de Valencia por la coalición Compromís-Podemos-És el Moment.